# Тархан
Тархан — у період феодальної Русі представник монгольської світської та духовної знаті, а також володар вотчини, який був звільнений від податку і користувався особливими привілеями.

## У сучасній культурі
- У гепталогії «Хроніки Нарнії» К. С. Льюїса «Тархан», «Таркаан» (англ. Tarkaan) — титул вельмож вигаданої країни Калормен. Жіноча форма — «тархіна» (tarkheena).
- У комп'ютерній грі Age of Empires II: The Conquerors, «тархан» (tarkan) — учасник у вигляді вершника з бичем у руці замість меча. Його сила достатня, щоб руйнувати будівлі.